# Drugstore in Another World: The Slow Life of a Cheat Pharmacist
Drugstore in Another World: The Slow Life of a Cheat Pharmacist (яп. チート薬師のスローライフ ～異世界に作ろうドラッグストア～ Ти:то кусуси но суро: райфу: исэкай ни цукуро: дораггусутоа) — серийное ранобэ, написанное Кэннодзи с иллюстрациями Мацуни. Изначально с 2016 по 2020 год история выпускалась в виде веб-романа на сайте любительских публикаций Shōsetsuka ni Narō. Она была приобретена для публикации в виде ранобэ издательством Hifumi Shobō, выпускающим тома под своим импринтом Brave Novel. История была адаптирована в виде манги с иллюстрациями Эри Харуно, выходящей на сайте Web Comic Gamma Plus компании Takeshobo с декабря 2018 года, и аниме студии EMT Squared, чья премьера назначена на июль 2021 года.

## Сюжет
Обычный японский служащий Рэйдзи Кирио оказывается перенесен в другой мир. В этом мире есть князь тьмы, и с ним идёт активная война, но Рэйдзи появляется далеко от передовой. Он обнаруживает у себя два навыка: «Анализ» и «Приготовление лекарств». Благодаря им, он может создавать ранее невиданные зелья, которые, кроме того, будут ещё и приятными на вкус. Его первой пациенткой становится девочка-волчица Ноэль, которая после спасения решает везде следовать за Рэйдзи.
Вместе они открывают собственную аптеку в ближайшем городе. К ним обращаются самые разные клиенты с различными проблемами и порой довольно странными требованиями, так что Рэйдзи надо часто сначала определить, в чём проблема, а потом придумать подходящее лекарство. Эльфу, желающему помощи с тем, чтобы он снова смог попадать по мишеням, достаются глазные капли. Девушке, сходящей от беспокойства за своего парня, вплоть до того, что она носится за ним по улице с ножом, — расслабляющий чай, помогающий избавиться от бессонницы. Местной графине, желающей «зелье молодости», — крем от морщин. А хранящей порядок в городе группе наемников, которой не удается угнаться за бандой воров, — перечный спрей.

## Персонажи
Рэйдзи Кирио (яп. 桐尾礼治 Кирио Рэйдзи) — главный герой, обычный японский служащий, оказавшийся перенесенным в другой мир. В нём он получил две способности «Анализ» и «Приготовление лекарств», которые позволили ему открыть собственную аптеку.
Сэйю: Дзюн Фукусима
Ноэль (яп. ノエラ Ноэра) — девушка-волк, первая из людей, которых встретил и вылечил в новом мире Рэйдзи. В благодарность за спасение и влюбившись во вкус лекарства решает следовать за ним.
Сэйю: Рисаэ Мацуда
Мина (яп. ミナ Мина) — призрак, живущий в доме, который Рэйдзи решил переделать в аптеку. Взяла на себя заботу о доме и его обитателях.
Сэйю: Аканэ Кумада

## Медиа

### Ранобэ
С 2016 по 2020 год история выпускалась автором под псевдонимом Кэннодзи в виде веб-романа на сайте любительских публикаций Shōsetsuka ni Narō. Она была приобретена для публикации в виде ранобэ издательством Hifumi Shobō, выпускающим тома с иллюстрациями Мацуни под своим импринтом Brave Novel.
Ранобэ лицензировано в Северной Америке издательством Seven Seas Entertainment.

### Манга
С декабря 2018 года на сайте Web Comic Gamma Plus компании Takeshobo выходит манга-версия истории с иллюстрациями Эри Харуно. На конец 2020 года было напечатано 4 тома.
Манга, как и ранобэ, лицензирована в Северной Америке издательством Seven Seas Entertainment.

### Anime
Аниме-адаптацию анонсировало издательство Hifumi Shobō на Comiket 97 28 декабря 2019 года, но о том, что это будет именно телесериал стало известно лишь 25 мая 2020 года. Аниме снято студией EMT Squared, режиссёром выступает Масафуми Сато, сценаристом — Хироко Канасуги, дизайнером персонажей — Эцуко Сумимото, а композитором — Томоки Кикуя. Премьера сериала назначена на 7 июля 2021 года на каналах Tokyo MX и BS11. Аканэ Кумада исполнит начальную песню аниме «Kokoro Hayaru», как и завершеющую «Mainichi Kashimashi Pharmacy» вместе с Дзюном Фукусимой и Рисаэ Мацудой.
Muse Communication лицензировала аниме в Южной и Юго-Восточной Азии.

## Критика
В обзоре ранобэ на Anime News Network критики отметили, что ранобэ не является шедевром, но хорошо рассказывает свою историю. Она не о приключениях или подвигах, а о простой жизни в небольшом городе посреди леса. Главы построены по одному шаблону: кто-то приходит в аптеку со своей проблемой и просит помощи, Рэйдзи обдумывает её и находит решение. Образы персонажей в большинстве случаев знакомы благодаря известным шаблонам. Построения какого-то глубокого сюжета по первому тому ранобэ не заметно. Второстепенные персонажи время от времени появляются вновь, но скорее в духе того, что действие разворачивается в маленьком городке, так что встречи со знакомыми на улице неизбежны. Ранобэ написано качественно, но может быть сочтено по-хорошему скучным.